# Armillaria luteobubalina
Espèce
Armillaria luteobubalina est une espèce de champignons basidiomycètes de la famille des Physalacriaceae, essentiellement présente en Australie.